# Dan Locklair
Dan Steven Locklair (Charlotte, 7 augustus 1949) is een Amerikaans componist, muziekpedagoog en organist.

## Levensloop
Locklair studeerde aan het Mars Hill College in Mars Hill. Verder studeerde hij aan de School of Sacred Music of Union Theological Seminary in New York en behaalde zijn Master of Sacred Music. Zijn studies voltooide hij aan de bekende Eastman School of Music in Rochester en promoveerde tot Doctor of Musical Arts. Tot zijn docenten behoorden Joseph Goodman, Ezra Laderman, Samuel Adler en Joseph Schwantner in compositie alsook Donna Robertson, Robert Baker en David Craighead voor orgel. 
Al op 14-jarige leeftijd was hij werkzaam als organist. Als organist heeft hij onder anderen recitals gegeven aan de orgels van de kathedraal Saint John the Divine,  de Saint Thomas Church en de Saint Patrick's Cathedral (alle in New York). Hij was van 1973 tot 1982 organist aan de First Presbyterian Church in Binghamton en instructeur en docent Hartwick College in Oneonta. Tegenwoordig is hij als professor in muziek en huiscomponist verbonden aan de Wake Forest University in Winston-Salem. In 1996 werd hij door de American Guild of Organists tot "Componist van het jaar" gekozen.
Hij is gehuwd met Paula Welshimer Locklair.
Als componist schreef hij werken voor verschillende genres zoals werken voor orkest, harmonieorkest, muziektheater, vocale muziek en kamermuziek. Een van zijn werken The Peace may be exchanged werd in de Washington National Cathedral tijdens de uitvaartdiensten voor de overleden voormalige Amerikaanse president Ronald Reagan uitgevoerd. Zijn werk Since Dawn voor spreker, gemengd koor en orkest werd in 1993 gekozen voor de inhuldiging van President Bill Clinton. In 1997 werd hij door de organisatoren en de Tsjechische regering uitgenodigd aan het Tsjechische koorfestival in Jihlava deel te nemen en eigen werk te dirigeren. Hij is lid van de American Society of Composers, Authors and Publishers (ASCAP). 

## Composities

### Werken voor orkest
- 1980-1981 Prism of Life
- 1981 Dances, voor orkest
- 1983 Phoenix and Again, ouverture voor orkest
- 1984 In the Autumn Days, voor kamerorkest
  1. Fast and vigorous
  2. Gently moving
  3. In tempo
  4. Gently moving
  5. Fast and vigorous
- 1987 Creation’s Seeing Order (A Prelude), voor orkest
- 1992-1993 Hues, voor orkest
  1. Cloudburst
  2. Moonshine
  3. Sunburst
- 1994-1995 Since Dawn - (A Tone Poem), voor spreker, gemengd koor en orkest - gebaseerd op Maya Angelou’s "On the Pulse of Morning"
- 2005 In Memory – H.H.L. (Hester Helms Locklair (1918-2005)), voor strijkorkest
- 2007 Phoenix, voor orkest

#### Concerten voor instrumenten en orkest
- 1988 Dayspring - A Fanfare/Concertino voor gitaar en orkest
- 1992 Concerto grosso, voor klavecimbel, strijkers en slagwerk
- 1995 "Ere long we shall see...” - Concerto Brevis, voor orgel en orkest
- 2004 Concert, voor harp en orkest 
  1. Dialogues "Heralding and Joyous"
  2. Variants "Still and Gently Moving"
  3. Contrasts "Very Quick and Vibrant"
- 2009-2010 Concert, voor orgel en orkest 
  1. Entrata
  2. Canto - to God and dog
  3. Toccata

### Werken voor harmonieorkest
- 2000 A Pilgrim’s Lot

### Muziektheater

#### Opera
| Voltooid in          | titel                            | aktes  | première                                                        | libretto                                                   |
| -------------------- | -------------------------------- | ------ | --------------------------------------------------------------- | ---------------------------------------------------------- |
| 1978-1979; rev. 2009 | Good Tidings from the Holy Beast | 1 akte | 21 december 1978, Lincoln, First Plymouth Congregational Church | Chester Miracle Cycle, Engelse vertaling: Suzanne Locklair |

#### Ballet
| Voltooid in | titel          | aktes | première | libretto | choreografie |
| ----------- | -------------- | ----- | -------- | -------- | ------------ |
| 1986        | Scintillations |       |          |          |              |

### Vocale muziek

#### Cantates
- 1973 In Praise of Easter, cantate voor Pasen in vijf delen voor gemengd koor, koperkwartet en orgel
  1. Alleluia
  2. Christ our Passover has been sacrificed for us
  3. Christ our Passover has been sacrificed for us
  4. Christ has been raised from the dead
  5. Alleluia

#### Werken voor koor
- 1972 All My Heart This Night Rejoices, voor gemengd koor en orgel - tekst: Paul Gerhardt
- 1972 Prayer of Supplication and Thanksgiving, voor gemengd koor en orgel
- 1972-1980 Three Short Anthems, voor gemengd koor 
  1. Introitus - tekst: Bijbel
  2. God be in My Head - tekst: Sarum Primen (1558)
  3. At the Name of Jesus - tekst: Caroline Noel
- 1975 O God of Earth and Altar, voor gemengd koor en orgel - tekst: Gilbert Keith Chesterton
- 1978 A Celtic Invocation, voor gemengd koor in twee delen (SA) en (TB)
- 1978 Desires, voor vrouwenkoor en orgel (of piano) - tekst: traditioneel Keltisch
- 1978 Grace, voor gemengd koor - tekst: traditioneel Keltisch
- 1978 On Cats, voor gemengd koor en piano
  1. The Lion - tekst: Vachel Lindsay
  2. Cat - tekst: J.R.R. Tolkien
  3. The Mysterious Cat - tekst: Vachel Lindsay
  4. December Cats - tekst: Mark Van Doren
  5. How to Tell a Tiger - tekst: John Ciardi
- 1978 The Force of Habit, voor sopraanstemmen 
  1. The Elephant or The Force of Habit - tekst: Alfred Edward Housman
  2. Animals - tekst: Walt Whitman
  3. I Dunno - tekst: Anoniem
  4. How Doth the Little Crocodile - tekst: Lewis Carroll
  5. The Reason for the Pelican - tekst: John Ciardi
- 1978 Treble Woes, voor unisonokoor en piano - tekst: Edmond Kapp
- 1979 Cradle Song, voor gemengd koor
- 1979 rev.1996 Jubilate Deo, voor gemengd koor, koperkwartet, orgel en slagwerk - tekst: Psalm 100
- 1979 The Lone, Wild Bird, voor unisonokoor en orgel - tekst: Henry R. McFadyen
- 1980 Create in Me a Clean Heart, anthem voor gemengd koor en orgel - tekst: Psalm 51
- 1981 A Christmas Carol - An Anthem, voor gemengd koor
- 1981 Mass Setting, voor unisonokoor en orgel
- 1982 Tapestries (A Spatial Choral Work), voor gemengd koor (SSAATTBB), klokken en piano - tekst: Rabindranath Tagore
- 1983 Break Away!, voor gemengd koor en piano - tekst: Alicia Carpenter
- 1983 Brief Mass, voor gemengd koor
- 1983 Festival Setting of Wake Forest University Alma Mater, voor samenzang, koperblazers, orgel en slagwerk
- 1983 The Texture of Creation, voor dubbelkoor en orgel met optioneel koperkwintet en pauken - tekst: Martha W. Lentz
- 1984 Instant Culture (A Choral Drama), voor solisten, 2 gemengde koren en piano (optioneel: trompet, hobo en fagot) - tekst: Alicia Carpenter
- 1985 Dona Nobis Pacem, voor gemengd koor
- 1985-1987 Missa Brevis "The Brass Mass", voor gemengd koor en koperkwintet
- 1985 Proclaim the Lord, voor gemengd koor
- 1987 changing perceptions & EPITAPH, voor gemengd koor en piano
- 1987 Hymn to Christ, voor gemengd koor - tekst: Johannes Damascenus
- 1989 A Christmas Pair, voor gemengd koor en orgel - tekst: Christine Teale Howes
- 1989 Let the People Sing!, voor gemengd koor en orgel - tekst: Fred Pratt Green
- 1990 Alleluia Dialogues, motet voor dubbelkoor en handbells
- 1991 The Columbus Madrigals, voor gemengd koor - tekst: Alicia Carpenter
  1. They Say
  2. The Voyage
  3. Into Your Hands (Last Words)
- 1992 Windswept - the trees, koraalcyclus voor gemengd koor, blaaskwintet en piano - tekst: Archie Randolph Ammons
- 1993 For Amber Waves - A spatial choral piece, voor 5 gemengde koren - tekst: Katherine Lee Bates
- 1994 Poems ‘N Pairs, koraal cycli voor kinderstemmen en piano
- 1996 Holy Canticles (A Suite of Canticles), voor gemengd koor (SSAATTBB) 
  1. Magnificat
  2. Nunc dimittis
  3. Te Deum laudamus
- 1997 Te Deum laudamus (You are God), anthem voor sopraan, alt, tenor, bas, gemengd koor en orgel
- 1997 Venite - "O Come, Let Us Sing", voor vrouwenkoor, piano en klokken
- 1998 Ave Verum, motet voor vrouwenkoor (SSAA)
- 1998 O Vos Omnes, motet voor mannenkoor (TTBB)
- 1999 En natus est Emanuel, kerstmotet voor gemengd koor (SSAATTBB) en kinderkoor (SA)
- 1999 Gloria, voor gemengd koor, koperoctet en slagwerk
- 1999 O Sacrum Convivium - O Sacred Banquet, motet voor gemengd koor
- 1999 Shepherds Rejoice, voor gemengd koor - tekst: The Sacred Harp (1860)
- 1999 St. Peter’s Rock, voor gemengd koor en orgel
- 2000-2001 A DuBose Heyward Triptych, voor gemengd koor (SSAATTBB) - tekst: Edwin DuBose Heyward
- 2000 Freedom, voor mannenkoor en piano - tekst: Maya Angelou "Equality"
- 2000 Pater Noster (Our Father), voor gemengd koor (SSAATTBB)
- 2002 Verses of Peace, motet voor gemengd koor en toetseninstrument
- 2003 From East to West (A Christmas Anthem), voor gemengd koor, koperkwintet, pauken en orgel - tekst: Coelius Sedulius "Liturgia Horarum"
- 2003 O Sing to the Lord a New Song, voor gemengd koor en piano - tekst: Psalm 96
- 2003 Ubi Caritas - Where Affection and Love Abide, motet voor unisono stemmen en orgel
- 2004 Ave Maria, motet voor gemengd koor
- 2004 The Gift of Music, voor vrouwenkoor en piano - tekst: Fred Chappell
- 2005 The Isaiah Canticles, voor gemengd koor
- 2006 In the Cross of Christ I Glory (An Anthem), voor gemengd koor - tekst: John Bowring
- 2006 Lord Jesus, Think on Me (An Anthem), voor gemengd koor en orgel - tekst: Synesius van Cyrene
- 2006 Remembrance (A Choral Piece), voor trompet, gemengd koor (SSAATTBB) en orgel
- 2006 Stirring the Silence (A Choral Piece), voor gemengd koor, kinderkoor en strijkorkest - tekst: Fred Chappell
- 2006 The Gates of Morning (A Choral Piece), voor gemengd koor, hobo en piano - tekst: C. Earl Leininger "A Teacher’s Reverie"
- 2007-2008 Descants to Traditional Hymns, voor gemengd koor
- 2008 Thanksgiving, voor gemengd koor en orgel - tekst: Psalm 65 vs. 6-13
- 2008 The Lord Bless You and Keep You, voor trompet en gemengd koor
- 2009 In the Sight of God (An Anthem), voor gemengd koor
- 2009 Love Came Down at Christmas, voor gemengd koot - tekst: Christina Rossetti
- 2009 The Lilacs Bloomed, voor gemengd koor en piano - tekst: Walt Whitman
- 2010 Arise in Beauty, anthem voor gemengd koor en orgel - tekst: Angier Brock
- 2010 Ave Verum Corpus (Hail, True Body), voor gemengd koor
- 2011 Creator of the Stars of Night - An Advent Anthem, voor gemengd koor en orgel
- 2011 Spirit of Mercy, Truth, and Love, voor gemengd koor
- 2011 The Lord Ascendeth Up on High, voor gemengd koor - tekst: Arthur Russell
- 2011 Welcome, Happy Morning! (An Easter Anthem), voor gemengd koor en koperkwartet - tekst: Venantius Fortunatus (Engelse vertaling: John Ellerton)
- 2011 Winter (from the forgottens), koraalcyclus voor gemengd koor, vrouwenkoor, mannenkoor en piano - tekst: Clinton Scollard, Arlo Bates, Mary Mapes Dodge, John Shaw
- 2012 Bond and Free, voor gemengd koor - tekst: Robert Frost

#### Liederen
- 1983 In the Almost Evening, nocturne voor sopraan, klarinet en piano - tekst: Joy Kogawa
- 1985 ...the moon commands..., nocturne voor sopraan, dwarsfluit, slagwerk en piano - tekst: D.R. Fosso

### Kamermuziek
- 1978 Two Transcendental Odes, voor strijkkwartet
- 1981 Music of Quince, voor dwarsfluit, klarinet, viool en piano
- 1984 Peace Dance, voor klarinet en piano
- 1987 Pairing Around, voor 2 trompetten en 2 fagotten
- 1988-1989/2002 Petrus – In Bright Array, suite voor koperkwintet
- 1988 Trumpetings, voor 2 trompetten
- 1989 Forest Pipings, voor piccolo, 6 dwarsfluiten, altfluit en basfluit
- 1989 Through the Winds, voor blaaskwintet en piano
- 1990 Dancing in the Shadows, voor blokfluitkwintet
- 1990 Freedom’s Gate, fanfare voor 2 koperkwartetten en slagwerk
- 1993 Dream Steps, danssuite voor dwarsfluit, altviool en harp
- 1994 Diminishing Returns, kort concertstuk voor 7 slagwerkers en piano
- 2000 Reynolda Reflections, voor dwarsfluit, cello en piano
- 2005 Chautauqua Soliloquy, voor dwarsfluit en piano
- 2007 Arias and Dances, voor dwarsfluit, hobo, cello en klavecimbel

### Werken voor orgel
- 1974 Triptych for Manuals
- 1975 Pageant for Sally
- 1978 Inventions
- 1980 Constellations, voor orgel en slagwerker
- 1984 Ayre for the Dance
- 1985/1996 Phoenix Processional
- 1985/1996 Phoenix Fanfare and Processional, voor orgel, koperkwartet en slagwerk
- 1988 Rubrics - A Liturgical Suite
- 1991 Voyage, a fantasy
- 1993 rev.2002 In Gold and Black
- 1993 With One Accord
- 1994 A Spiritual Pair
- 1995 Ere long we shall see...
- 1996 Windows of Comfort
- 1998 Jubilo (A Prelude)
- 1998 Sonata da chiesa, voor dwarsfluit en orgel
- 2000 Fanfare
- 2002 The Æolian Sonata
- 2003 Celebration (Variations)
- 2003 Salem Sonata
- 2004 Dance the Joy! (Toccata)
- 2004 In Mystery and Wonder (The Casavant Diptych)
- 2005 Spreckels’ Fancy (A Festive Piece)
- 2007 St. John’s Suite
- 2008 Glory and Peace
- 2011 Phoenix Processional, voor trompet en orgel
- 2011 Trumpets of Light (A Suite in Four Movements), voor trompet en orgel
- 2012 From the Rising of the sun... (A Short Festival Piece), voor koperkwartet, slagwerk en orgel
- 2012 O Festive Day (A Fantasie)

### Werken voor piano
- 1982 Visions in the Haze
- 1987 Sonate
- 1988 Six Interval Inventions
- 2003 The Five Senses

### Werken voor klavecimbel
- 1985 The Breakers Pound
- 1989 Cluster's Last Stand (on the ground)
- 1989 Fantasy Brings The Day

### Werken voor gitaar
- 1984 Ecstasy in Jericho
- 2011 Autumn Impromptu